# Михайлівка (Удобенська сільрада)
Михайлівка (рос. Михайловка) — присілок в Горшеченському районі Курської області Російської Федерації.
Населення становить 12 осіб. Входить до складу муніципального утворення Удобенська сільрада.

## Історія
Населений пункт розташований на території українського етнічного та культурного краю Східна Слобожанщина.
Від 2004 року входить до складу муніципального утворення Удобенська сільрада.

## Населення
| 2002 | 2010 |
| ---- | ---- |
| 24   | ↘12  |